# خوان كارلوس مونيوث
خوان كارلوس مونيوث (بالإسبانية: Juan Carlos Muñoz)‏ (6 مايو 1919 في الأرجنتين - 22 نوفمبر 2009 ببوينس آيرس في الأرجنتين) هو مدرب كرة قدم ولاعب كرة قدم أرجنتيني في مركز جناح ‏، شارك في كأس أمريكا الجنوبية 1945. وشارك مع منتخب الأرجنتين لكرة القدم. أما مع النوادي، فقد لعب مع ريفر بليت وسبورتيفو دوك سود وأتليتكو بلاتينسي ‏.

## وصلات خارجية
- خوان كارلوس مونيوث على موقع قاعدة بيانات كرة القدم.إي يو (الإنجليزية)
- خوان كارلوس مونيوث على موقع ناشيونال فوتبول تيمز (الإنجليزية)
- خوان كارلوس مونيوث على موقع عالم كرة القدم.نت (الإنجليزية)